# Коалиција радикалне левице
Коалиција радикалне левице (грч. Συνασπισμός Ριζοσπαστικής Αριστεράς — Синасписмос Ризоспастикис Аристерас), позната по свом акрониму СИРИЗА (од грч. ΣΥΡΙΖΑ), је политичка партија у Грчкој.  
Партија је на парламентарним изборима 2015. године освојила 149 од 300 посланичких места, па је Ципрас 26. јануара договорио коалицију са десном партијом Независни Грци с циљем формирања већинске владе.

## Оснивање
СИРИЗА је формално основана пред парламентарне изборе 2004, међутим коалиција вуче корене од организације Простор за дијалог за јединство и заједничку акцију левице (грч. Χώρος Διαλόγου για την Ενότητα και Κοινή Δράση της Αριστεράς) која је основана 2001. године. „Простор“ је био састављен од различитих организација левице, које су упркос идеолошким разликама, имале заједничке погледе на неколико најважнијих питања као што су:
- Противљење неолибералној реформи система пензионог и социјалног осигурања;
- Противљење новим антитерористичким законима;
- Припремање грчког учешћа на демонстрацијама током Самита Г8 у Женеви 2001.[7]

Већина чланица „Простора“ су радиле на развијању заједничке платформе која би довела до формирања предизборне коалиције. СИРИЗА је формирана у јануару 2004. године. Партије које су основале коалицију су:
- Синаспизмос (СИН);
- Обновљена комунистичка еколошка левица (АКОА);
- Интернационална радничка левица (ДЕА);
- Покрет за заједничку акцију левице (КЕДА) (фракција Комунистичке партије Грчке);
- Активни грађани;
- остале независне левичарске групе и активисти;

## Програм у 40 тачака
1. Ревизија јавног дуга и поновни преговори о каматама и суспензија исплате док привреда не оживи и док се не врати запосленост.
2. Захтевати од Европске уније да промени улогу Европске централне банке, тако да она финансира државе и програме јавних улагања.
3. Повисити порез на приход на 75% за све приходе изнад 500.000 евра.
4. Промена изборног закона и увођење пропорционалног система.
5. Повећање пореза на велике компаније до нивоа који је европски просек.
6. Усвајање пореза на финансијске трансакције и посебног пореза на луксузна добра.
7. Забрана спекулативних финансијских дериватива.
8. Укидање финансијских привилегија (Грчке православне, прим. прев.) Цркве и бродоградилишне индустрије.
9. Борба против тајних мера банака и бега капитала у иностранство.
10. Драстични резови војних трошкова.
11. Повисивање минималне плате до нивоа од пре резова, 750 евра месечно.
12. Коришћење зграда владе, банака и Цркве за бескућнике.
13. Отварање мензи у јавним школама за давање бесплатног доручка и ручка деци.
14. Бесплатно здравство за незапослене, бескућнике и оне са ниским платама.
15. Субвенисање до 30% отплата хипотека за сиромашне породице које не могу да испрате рате.
16. Повећање издатака за незапослене. Повећање социјалне заштите за породице са једним родитељем, старије особе, особе са инвалидитетом и породице без прихода.
17. Фискалне редукције за добра од примарне неопходности.
18. Национализација банака.
19. Национализација бивших јавних (услужних и комуналних) предузећа у стратешким секторима за раст земље (железнице, аеро-транспорт, пошта, водовод).
20. Преферирање обновљивих извора енергије и заштита животне средине.
21. Једнаке плате за мушкарце и за жене.
22. Ограничавање прекаријата и подршка уговорима на неодређено.
23. Проширење заштите рада и плата радника који раде пола радног времена.
24. Обнова колективних уговора.
25. Повећање инспекција рада и захтева за предузећа која дају понуде за јавне уговоре.
26. Уставне реформе које гарантују раздвајање цркве и државе и заштиту права на образовање, здравство и животну средину.
27. Референдуми о уговорима и другим споразумима са Европом.
28. Укидање привилегија парламентарним представницима. Уклањање посебне судске заштите за министре и дозвола судовима да процесуирају чланове владе.
29. Демилитаризација Обалске страже и против-побуњеничких специјалних јединица. Забрана полицији да носи маске и ватрено оружје током демонстрација. Промена у обуци полиције тако да се подвуче социјална тематика попут имиграције, дрога и друштвених чинилаца.
30. Гарантовање људских права у центрима за задржавање имиграната.
31. Олакшавање поновног сједињавање имигрантских породица.
32. Укидање казни за конзумирање дрога, у корист борбе против шверца дроге. Повећање финансирања центара за одвикавање.
33. Регулисање права на приговор савести у законима о регрутацији.
34. Повећање финансирања јавног здравства до просечног европског нивоа. (Европско покривање је 6% БДП-а, у Грчкој је 3%)
35. Укидање плаћања здравствених услуга од стране грађана.
36. Национализација приватних болница. Укидање приватног учешћа у националном здравственом систему.
37. Повлачење грчких војника из Авганистана и са Балкана. Да нема грчких војника ван наших сопствених граница.
38. Укидање војне сарадње са Израелом. Подршка стварању палестинске државе унутар граница из 1967. године.
39. Преговори о стабилном споразуму са Турском.
40. Затварање свих страних база у Грчкој и иступање из НАТО.

## Изборни резултати
Грчки парламент
| 2004.           | Парламентарни | 241.539   | 3,26%  | 6 / 300   |
| 2007.           | Парламентарни | 361.211   | 5,04%  | 14 / 300  |
| 2009.           | Парламентарни | 315.627   | 4,60%  | 13 / 300  |
| мај 2012.       | Парламентарни | 1.061.265 | 16,78% | 52 / 300  |
| јун 2012.       | Парламентарни | 1.655.053 | 26,89% | 71 / 300  |
| 2015.           | Парламентарни | 2.246.064 | 36,34% | 149 / 300 |
| септембар 2015. | Парламентарни | 1.925.904 | 35,05% | 145 / 300 |
| 2019.           | Парламентарни | 1.781.174 | 31,53% | 86 / 300  |

Европски парламент
| 2004. | ЕУ Парламент | 254.447   | 4,16%  | 1 / 24 |
| 2009. | ЕУ Парламент | 240.898   | 4,70%  | 1 / 22 |
| 2014. | ЕУ Парламент | 1.516.699 | 26,58% | 6 / 21 |
| 2019. | ЕУ Парламент | 1.204.083 | 23,8%  | 6 / 21 |